# Nāḩiyat Ghandūrah
Nāḩiyat Ghandūrah (arabiska: ناحية غندورة) är ett subdistrikt i Syrien.   Det ligger i provinsen Aleppo, i den norra delen av landet, 400 km norr om huvudstaden Damaskus.
Omgivningarna runt Nāḩiyat Ghandūrah är i huvudsak ett öppet busklandskap. Runt Nāḩiyat Ghandūrah är det ganska tätbefolkat, med 86 invånare per kvadratkilometer.